# 徐州城墙
徐州城墙，位于中国江苏省徐州市。1928年，徐州城墙拆除。现仅存哉亭公园内约150米墙段。

## 历史
徐州城垣的历史可以上溯到春秋时期的彭城邑。西汉时期，楚元王刘交，以春秋城郭为基础，加筑城墙。南朝陈太建十年（570年），大将吴明彻攻彭城，以水灌城，城垣被毁。唐贞观五年（632年），重建徐州城。1352年，元右丞相脱脱率军镇压徐州李二起义，以百炮轰城，徐州城毁，后另建城于奎山脚下，并改名为武安州。明洪武年间，废武安城，迁回故址重建徐州城。明天启四年（1624年），黄河决堤，徐州城完全被淹，徐州城迁往城南。崇祯元年（1628年），唐焕于原址重建徐州城，称为崇祯城。清康熙七年（1668年），郯城地震波及徐州，徐州再次毁坏，之后历经56年方完成重建。嘉庆二年（1797年）至嘉庆五年，扩建徐州城，周长十四里半。
1928年，刘峙驻守徐州，将城垣拆除。